# Liste der Baudenkmäler in Zeitlofs
Auf dieser Seite sind die Baudenkmäler in dem unterfränkischen Markt Zeitlofs zusammengestellt. Diese Tabelle ist eine Teilliste der Liste der Baudenkmäler in Bayern. Grundlage ist die Bayerische Denkmalliste, die auf Basis des Bayerischen Denkmalschutzgesetzes vom 1. Oktober 1973 erstmals erstellt wurde und seither durch das Bayerische Landesamt für Denkmalpflege geführt wird. Die folgenden Angaben ersetzen nicht die rechtsverbindliche Auskunft der Denkmalschutzbehörde.
 Diese Liste gibt den Fortschreibungsstand vom 15. April 2020 wieder und enthält 22 Baudenkmäler.

## Reichsautobahn Strecke 46
Funktionsbauten der ehemaligen Reichsautobahnstrecke 46.
| Lage                           | Objekt                | Beschreibung                                                                            | Akten-Nr.     | Bild           |
| ------------------------------ | --------------------- | --------------------------------------------------------------------------------------- | ------------- | -------------- |
| Schmidthof 2 (Standort)        | Bauwerk 16 (km 1,803) | 1937–39, Wasserdurchlass Kretzenbachgraben (Schmidthof), Beton mit Sandsteinverkleidung | D-6-72-166-19 | BW             |
| Schmidthof 2 (Standort)        | Bauwerk 17 (km 1,853) | Feldwegunterführung (Schmidthof), Beton mit Sandsteinverkleidung, 1937–39               | D-6-72-166-19 | BW             |
| Schafgrund (Standort)          | Bauwerk 19 (km 2,345) | Rohrdurchlass Neubrunnenbach, Beton mit Sandsteinverkleidung, 1937–39                   | D-6-72-166-19 | BW             |
| Schafgrund (Standort)          | Bauwerk 22 (km 2,934) | Plattendurchlass, Beton mit Sandsteinverkleidung, 1937–39                               | D-6-72-166-19 | BW             |
| Schafgrund (Standort)          | Bauwerk 23 (km 2,955) | Quellfassung (Rupboden), Beton mit Sandsteinverkleidung, 1937–39                        | D-6-72-166-19 | BW             |
| Weißenbacher Straße (Standort) | Bauwerk 25 (km 3,031) | Straßenunterführung (Rupboden), Beton mit Sandsteinverkleidung, 1937–39                 | D-6-72-166-19 | weitere Bilder |
| Lettenäcker (Standort)         | Bauwerk 26 (km 3,11)  | Plattendurchlass, Beton mit Sandsteinverkleidung, 1937–39                               | D-6-72-166-19 | BW             |
| Sinkwinkel (Standort)          | Bauwerk 34 (km 4,67)  | Rohrdurchlass Sinkwinkel, Schalenbeton mit Sandsteinverkleidung, 1937–39                | D-6-72-166-21 | BW             |
| Wüstenfeld – Sinkwinkel ()     | Bauwerk 41 (km 5,625) | Rohrdurchlass Karwaldsfeld, Schalenbeton mit Sandsteinverkleidung, 1937–39              | D-6-72-166-21 |                |
| Wüstenfeld – Sinkwinkel ()     | Bauwerk 43 (km 6,705) | Rohrdurchlass Hertharuhe, Schalenbeton mit Sandsteinverkleidung, 1937–39                | D-6-72-166-21 |                |
| Wüstenfeld – Sinkwinkel ()     | Bauwerk 45 (km 6,03)  | Rohrdurchlass, Schalenbeton mit Sandsteinverkleidung, 1937–39                           | D-6-72-166-21 |                |

## Baudenkmäler nach Ortsteilen

### Zeitlofs
| Lage                                                 | Objekt                               | Beschreibung | Akten-Nr.    | Bild           |
| ---------------------------------------------------- | ------------------------------------ | --- | ------------ | -------------- |
| Altengronauer Straße 11, 11 a, 11 b, 11 c (Standort) | Reste der ehemaligen Schlossökonomie | Heute zweigeschossiger Satteldachbau auf hohem Hausteinsockelgeschoss des früheren Wirtschaftsgebäudes, mit kleinem östlichem Hausteinmauerwerksvorbau, im Kern von „1852“ (bezeichnet am Wappen des östlichen Vorbaus) | D-6-72-166-3 | weitere Bilder |
| Altengronauer Straße 18 (Standort)                   | Evangelisch-lutherische Pfarrkirche  | Saalbau mit eingezogenem Chor und vorgesetztem Westturm mit Welscher Haube, 1737–1740; mit Ausstattung | D-6-72-166-1 | weitere Bilder |
| Nähe Altengronauer Straße (Standort)                 | Kirchhofmauer                        | Hausteinmauerwerk, wohl gleichzeitig | D-6-72-166-1 | weitere Bilder |
| Altengronauer Straße 22 (Standort)                   | Schloss                              | Ehemaliger Sitz der Familie von Thüngen, zweigeschossiger Mansardwalmdachbau mit Mittelrisalit, auf hohem Sockelgeschoss, 1782                                                                                          | D-6-72-166-2 | weitere Bilder |
| Altengronauer Straße 22 (Standort)                   | Schloss, Brunnenschale               | Reich mit Fruchtgirlanden, Löwenköpfen und Wappen ornamentiert, Sandstein, Ende 16. Jahrhundert | D-6-72-166-2 | BW             |
| Altengronauer Straße 22 (Standort)                   | Schlosspark                          | | D-6-72-166-2 | BW             |

### Detter
| Lage                     | Objekt                              | Beschreibung | Akten-Nr.    | Bild           |
| ------------------------ | ----------------------------------- | --- | ------------ | -------------- |
| Marktstraße 5 (Standort) | Evangelisch-lutherische Pfarrkirche | Einfacher Saalbau mit romanischem Westturm mit Welscher Haube und Satteldach, Langhaus, frühes 17. Jahrhundert; mit Ausstattung | D-6-72-166-5 | weitere Bilder |
| Marktstraße 5 (Standort) | Kirchhofmauer                       | Hausteinmauerwerk, Sandstein, wohl 18. Jahrhundert                                                                              | D-6-72-166-5 | BW             |

### Eckarts
| Lage                                   | Objekt                         | Beschreibung                                                                                            | Akten-Nr.    | Bild           |
| -------------------------------------- | ------------------------------ | --- | ------------ | -------------- |
| Badstraße 3; Nähe Badstraße (Standort) | Evangelisch-lutherische Kirche | Kleiner Saalbau mit Krüppelwalmdach und westlichem Dachreiter mit Welscher Haube, 1754; mit Ausstattung | D-6-72-166-6 | weitere Bilder |
| Badstraße 3; Nähe Badstraße (Standort) | Kirchhofmauer mit Pforte       | Hausteinmauerwerk, bezeichnet „1757“                                                                    | D-6-72-166-6 | weitere Bilder |
| Krechenbach (Standort)                 | Brücke                         | Zweibogige Steinbrücke über den Krechenbach, Hausteinmauerwerk, Sandstein, 18. Jahrhundert              | D-6-72-166-7 | weitere Bilder |

### Roßbach
| Lage                         | Objekt                    | Beschreibung | Akten-Nr.     | Bild           |
| ---------------------------- | ------------------------- | --- | ------------- | -------------- |
| Kapellenstraße 11 (Standort) | Auferstehungskapelle      | Grabkapelle derer von Thüngen, einfacher Saalbau mit westlichem Dachreiter mit Rhombendach, Sandsteinquadermauerwerk, in Formen der Neugotik, 1888                               | D-6-72-166-18 | weitere Bilder |
| Rhönstraße 30 (Standort)     | Ehemalige Schlossökonomie | Ehemalige Wohnwirtschaftsgebäude, eingeschossiger, barocker Halbwalmbau, 18. Jh.                                                                                                 | D-6-72-166-28 | BW             |
| Rhönstraße 30 (Standort)     | Ehemalige Schlossökonomie | Ehemaliges Ökonomiegebäude, eingeschossiger, barocker Halbwalmbau mit großer Tordurchfahrt, 18. Jh.                                                                              | D-6-72-166-28 | BW             |
| Rhönstraße 30 (Standort)     | Ehemalige Schlossökonomie | Ehemaliges Ökonomiegebäude, mit Satteldach | D-6-72-166-28 | BW             |
| Rhönstraße 34 (Standort)     | Schloss Roßbach           | Seit Ende des 14. Jahrhunderts im Besitz der Familie von Thüngen, dreigeschossiger, westlicher Hauptbau über Hakengrundriss mit Mansardwalmdach und nördlichem Treppenturm, 1615 | D-6-72-166-8  | BW             |
| Rhönstraße 34 (Standort)     | Schloss Roßbach           | Dreigeschossiger, langgestreckter Erweiterungsflügel mit Mansardwalmdach, Anfang 18. Jahrhundert                                                                                 | D-6-72-166-8  | BW             |
| Schloßgarten (Standort)      | Schloss Roßbach           | Reste der Einfriedungsmauer, Hausteinmauerwerk, Sandstein, 17./18. Jahrhundert                                                                                                   | D-6-72-166-8  | BW             |

### Rupboden
| Lage                                     | Objekt          | Beschreibung                                                                                 | Akten-Nr.     | Bild |
| ---------------------------------------- | --------------- | -------------------------------------------------------------------------------------------- | ------------- | ---- |
| Bahnlinie Jossa – Wildflecken (Standort) | Eisenbahnbrücke | Für den Bau der ehemaligen Reichsautobahnstrecke 46, Beton und Sandsteinverkleidung, 1937–39 | D-6-72-166-22 | BW   |

### Weißenbach
| Lage                                     | Objekt                                         | Beschreibung | Akten-Nr.     | Bild           |
| ---------------------------------------- | ---------------------------------------------- | --- | ------------- | -------------- |
| Am Schloßpark 10 (Standort)              | Kreuzdachbildstock                             | Aufsatz mit Reliefdarstellung eines IHS-Monogramms mit Kreuz und Herz, sowie drei leere Nischen, auf Vierkantsockel über Postament, Sandstein, bezeichnet „1788“ | D-6-72-166-9  | weitere Bilder |
| Brauhausweg 2 (Standort)                 | Evangelisch-lutherische Pfarrkirche            | Einfacher Saalbau auf hohem Sockelgeschoss, mit westlichem Vorbau und Dachreiter, Anfang 17. Jahrhundert; mit Ausstattung                                        | D-6-72-166-10 | weitere Bilder |
| Brauhausweg 2 (Standort)                 | Kirchhofmauer                                  | Hausteinmauerwerk, wohl gleichzeitig | D-6-72-166-10 | BW             |
| Der Blauturm (Standort)                  | Wasserturm                                     | Runder Bruch- bzw. Hausteinturm auf quadratischem Sockelgeschoss und Kegeldach, 16. Jahrhundert                                                                  | D-6-72-166-16 | weitere Bilder |
| Forsthausweg 17 (Standort)               | Ehemaliges Freiherr von Thüngensches Forsthaus | Zweigeschossiger Walmdachbau mit Freitreppe und Baywindow, barockisierender Heimatstil, 1914, 1920 um Walmdachbau und Wirtschaftsflügel erweitert                | D-6-72-166-32 | weitere Bilder |
| Parkweg (Standort)                       | Bildstock                                      | Gedrungener Aufsatz mit Inschrift, auf Rundsäule über Sockel mit Inschriftenkartusche, Sandstein, bezeichnet „1620“                                              | D-6-72-166-13 | weitere Bilder |
| Parkweg 4 (Standort)                     | Wegkreuz                                       | Kruzifix auf Tischsockel mit Inschrift, Corpus Gusseisen, Kreuzstamm und Sockel Sandstein, bezeichnet „1889“                                                     | D-6-72-166-14 | weitere Bilder |
| Parkweg 11 (Standort)                    | Katholische Filialkirche St Antonius           | Einfacher, verschindelter Saalbau mit Satteldach und westlichem Dachreiter, 1950; mit barocker Ausstattung der Kirche aus dem abgesiedelten Ort Werberg          | D-6-72-166-11 | weitere Bilder |
| Parkweg 11 (Standort)                    | Friedhofskreuz                                 | Kruzifix auf Tischsockel mit Inschrift, Metallcorpus, Kreuz und Sockel, Sandstein, bezeichnet „1880“                                                             | D-6-72-166-12 | weitere Bilder |
| Schloßhof 1 (Standort)                   | Schloss Weißenbach                             | Seit Ende des 14. Jahrhunderts Sitz der Familie von Thüngen, zweigeschossiger, barocker Mansardwalmdachbau mit Eckquaderung und Freitreppe, 1784                 | D-6-72-166-15 | weitere Bilder |
| Schloßhof 5 (Standort)                   | Schloss Weißenbach, Ökonomiegebäude            | Zweigeschossiger, verputzter Mansardgiebeldachbau, wohl gleichzeitig                                                                                             | D-6-72-166-15 | weitere Bilder |
| Schloßhof 2 (Standort)                   | Schloss Weißenbach, Gesindehaus                | Zweigeschossiger Hausteinmauerwerksbau mit Krüppelwalmdach, wohl gleichzeitig                                                                                    | D-6-72-166-15 | BW             |
| Schloßhof 3 (Standort)                   | Schloss Weißenbach, Torhaus                    | zweigeschossiger Satteldachbau mit massivem Erdgeschoss und Fachwerkobergeschoss, wohl gleichzeitig                                                              | D-6-72-166-15 | weitere Bilder |
| Schloßhof 2 (Standort)                   | Turmruine                                      | mit Wendeltreppe, Türe bez. 1588 | D-6-72-166-15 | BW             |
| Steinerner Brunnen; am Glasmühlweiher () | Brunnen                                        | Mittelalterlich; nicht nachqualifiziert, im Bayerischen Denkmal-Atlas nicht kartiert                                                                             | D-6-72-166-17 |                |

## Ehemalige Baudenkmäler
| Lage                             | Objekt  | Beschreibung                                                                       | Akten-Nr.    | Bild |
| -------------------------------- | ------- | ---------------------------------------------------------------------------------- | ------------ | ---- |
| Zeitlofs Marktplatz 3 (Standort) | Gasthof | Zweigeschossiger, verputzter Fachwerkbau mit Halbwalmdach, im Kern 18. Jahrhundert | D-6-72-166-4 | BW   |